# 菊地圭介
菊地 圭介（きくち けいすけ、1963年5月2日 - ）は、日本のミュージシャン、キーボーディスト。

## 人物・来歴
1963年、神奈川県川崎市生まれ。
中学2年からギターを始める。中学時代は器械体操部で川崎市個人総合3位。
高校進学直前の春休みに初めてディープ・パープルのコピーバンドを組むが、ギターが2人でキーボードがおらず、バンド内の多数決でキーボードとなる。
ギターを始めた頃、同級生の姉が「新丸子フォーク村」に在席していたことから、中学3年の春以後、このフォーク村のコンサートに「あしゅら」というバンドで出演していた（あしゅらではギター担当：メンバーは菊地圭介Eg.Ag、堀勇人Ag.Vo、天池嘉広Ba、木下徹也Dr他）。
新丸子フォーク村で当時の村長の同級生には「ロッキーズ（ジャニーズ系アーチスト）」の「成岡康之（現在は札幌で活動中）」がおり、当時は銀蝿一家で所属アーチストの専属バンド「ボランティアーズ」でベースを担当していたが、そのバンドのキーボード「金太郎」が、岸田智史バンドのキーボードを兼任し、岸田智史の仕事が忙しくなり脱退したため、新たなキーボードを探していたところ、新丸子フォーク村のコンサートで菊地圭介を発見し、1980年にスカウトした。
銀蝿一家に入り、プロのキーボーディストとしてデビュー。
バックバンドの「ボランティアーズ」は、その後「大平太三バンド」と改名し、NHK「レッツゴーヤング」のレギュラーバンドとしても活動した。
「大平太三バンド」は各メンバーの出身地を表す。伊豆大島出身ドラマーのツネちゃんの「大」、平塚出身ベースの成岡の「平」、大分出身ギターのアキさんの「大」、三重出身ギターのイサオさんの「三」で、菊地圭介は一人前ではないので、バンドで年少のアキさんと一文字になり「大の下の点」として「太」として表記された。
高校を卒業した頃「原田真二＆クライシス」のキーボードであった「太田美知彦」より「TOM★CAT」の話が来る。
ヤマハで面接を受けて合格し「ザ・ベストテン」で2位になったヤマハからの中継より参加し「TOM★CAT」のメンバーとしてデビュー。
その後はミュージシャンに徹し、1985年の秋にチューリップのサポートメンバーとして参加（「コンサートはチューリップ」というLPをリリース）。
1986年から1995年まではTHE ALFEEのサポートメンバーとして活躍。
1980年代の国産マニピュレーター開発競争の中で、「ヤマハは浅倉大介、ローランドは菊地圭介」と業界内で言われるほど、オペレーションが速かった。
1997年にマジックアイランドレコードをミュージシャンの先輩でもある牧田和男らと設立してミュージシャン兼業で経営者となる。
作編曲家として制作に関わった「アースミュージックマジック97プロジェクト」の作品 (国内57名のアーティストが環境・子供達の未来などをテーマに作ったボランティア作品) がアメリカスミソニアン博物館に展示公開。
設立以前からTMNのボーカル宇都宮隆の「Easy attraction」と「EAG」ツアーにサポートメンバー（バンマス）として参加。
その頃、松浦社長（当時専務）とも知り合い、その後、浜崎あゆみ、hitomi、dream等、エイベックスアーティストのアレンジャーやスタジオ・ミュージシャン、バックバンドとして参加。
2001年に初めて中国に渡航、日本と中国を往復しながら、中国で多方面にわたる音楽制作に従事。その後、謝雨欣、女子十二楽坊、紀敏佳などの楽曲制作・プロデュースを手がける。
2004年以後、拠点を北京に移し中国の有名歌手、映画、ドラマ等のミュージック・プロデューサーとして活動。
2006年2月には共にアジアで活躍中の5人の仲間と香港に活動の拠点となるTMS HONG KONG ENTERTAINMENT CO.,LTDを設立。
楽曲制作、アーティストマネージメント、コンサート制作等を手がけたが、信用していた老舗メーカーの倒産に伴い共倒れし、多くの負債を背負うという経験もする。
2006年6月6日、紀敏佳のデビューライブをプロデュース。その後、シングル楽曲「塗鴉」が、中国の全FM局のヒットチャートで1位、ポイント数で全アジア1位も獲得し、tom.comでは1,950万ダウンロードを記録した。
『Newsweek 日本版』2007年10月17日号掲載の「世界が尊敬する日本人」100人のうちの一人として取り上げられた。
2008年の北京オリンピックでは、作曲した「北京 北京 我愛北京」が公式ソングとして認定され、アジアの歌手（ワンリーホンやピ等）によって閉幕式で歌われた。
2010年の上海万博では、岡本真夜の盗作事件よりも以前に、作曲した「魅力上海」が公式ソングとして認定されている（公式テーマソング集CDに収録）。

## 北京オリンピック関連
2008年8月開催の北京オリンピックのテーマ曲のうちの一曲として、一般公募で応募した自作曲「北京北京　我愛北京」が採用され、2008年8月24日に国家体育場（通称・鳥の巣）で行われた閉幕式で、王力宏、Rainをはじめとするアジアの歌手らがこの曲を歌唱した。なお、応募した時点での歌唱は、作詞も担当した関喆（グワン・ジェ）が担当した。
閉幕式の予備式典（前座）では、この曲の他にも書き下ろしをした別の楽曲も採用されている。
エイベックス・グループ・ホールディングスは、2008年8月25日付プレスリリースで、「北京北京、我愛北京」は北京パラリンピック開会式でも使用される予定と発表した。実際には開会式の予備式典（前座）で、障害を持つ人々が歌い、注目を集めた。
なお、北京オリンピック閉幕式の翌日（8月25日）に放送された「めざましテレビ（フジテレビ系）」では、菊地圭介を紹介したコーナーで、パラリンピックのテーマソングとして、菊地圭介作曲の「VICTORY」が使用される予定と伝えられた。
オリンピック開幕に先立って、8月3日、WOWOWで放送された番組『我愛北京！〜日本人プロデューサー大陸への挑戦〜』で、中国での彼の音楽活動や、五輪テーマ曲を作るまでの過程が紹介された。また、この番組のナレーションはTHE ALFEEの高見沢俊彦が担当した。